# Künnle Theodóra
Künnle Theodóra E.N.T. (Sepsiszentgyörgy, 1898. augusztus 2. – Budapest, 1968. február 1.) közgazdász, 1934-től az Egyházközségi Nővérek Társaságának tagja, 1942-től haláláig a társaság főnöknője.

## Életpályája
Künnle Theodóra Sepsiszentgyörgyön, Háromszék vármegyében született  1898. augusztus 2-án, Künnle Tivadar ügyvéd és Gidófalvy Ilona harmadik gyermekeként. Kolozsváron érettségizett. 1916-tól Budapesten egyetemi hallgató, 1921-ben  doktorál közgazdaságtanból. Csatlakozik a Szociális Testvérek Társaságához, majd 1934-ben az akkor alakuló Egyházközségi Nővérek Társaságának tagja lesz. 1935-ben tesz első fogadalmat, 1942-től egészen haláláig a társaság elöljárója. Miután 1950-ben az államhatalom megvonta a szerzetesrendek működési jogát, Kalocsán, Baján, Piliscsabán és Budapesten élt. Az illegalitás éveiben gondoskodott a társasághoz tartozó nővérek szellemi összetartásáról, nővértársai számára fordításokat készített. 1962-ben nyugdíjba vonult. Budapesten hunyt el 1968. február 1-jén.

## Bibliográfia
- Diós István  – Viczián János: Előttünk jártak a hitben. 1945–2010 között elhunyt kedvesnővéreink mintegy 4100 életrajza  Budapest: Központi Papnevelő Intézet, 2014
- Diós István (szerk.) – Viczián János (szerk.): Magyar Katolikus Lexikon VII. Budapest: Szent István Társulat, 2002